# Карл Мекленбургский (1664—1688)
Карл Мекленбургский (нем. Karl zu Mecklenburg; 18 ноября 1664, Гюстров — 15 марта 1688, Гюстров) — наследный принц Мекленбург-Гюстрова. Сын Густава Адольфа Мекленбургского и его супруги герцогини Магдалены Сибиллы Шлезвиг-Гольштейн-Готторпской, дочери Фридриха III Шлезвиг-Гольштейн-Готторпского.

## Биография
10 августа 1687 года Карл женился в Потсдаме на Марии Амалии Бранденбург-Шведтской, дочери «великого курфюрста» Фридриха Вильгельма Бранденбургского. Брак оказался бездетным: младенец-сын, родившийся у Марии Амалии и Карла, скончался в одно время со своим отцом, внезапно умершим от оспы. Карл был единственным сыном Густава Адольфа и наследником Мекленбург-Гюстрова, поэтому после смерти отца Густава Адольфа в 1695 году линия Мекленбург-Гюстров прекратила существование.
Зять Карла герцог Адольф Фридрих II заявлял о своих претензиях на вакантный престол в Гюстрове, но не смог добиться положительного решения. Из-за правовой неопределённости в Мекленбурге возник затяжной спор о престолонаследии, который был урегулирован в 1701 году на основе Гамбургского компромисса путём передела границ.